# 谷実夫
谷 実夫（たに じっぷ、1880年（明治13年）5月11日 - 1954年（昭和29年）5月1日）は、大日本帝国陸軍軍人。最終階級は陸軍少将。功四級。

## 経歴
1880年（明治13年）に兵庫県で生まれた。陸軍士官学校第16期、陸軍大学校第23期卒業卒業。1928年（昭和3年）3月8日に本郷連隊区司令官に就任し、8月8日に陸軍歩兵大佐に進級した。1929年（昭和4年）8月に歩兵第15連隊長に転じ、1931年（昭和6年）8月に第9師団参謀長に就任した。
1932年（昭和7年）8月8日に陸軍少将進級と同時に歩兵第13旅団長（第7師団）に着任し、満州事変終了後の満州に出動し各地で討伐戦に任じた。1935年（昭和10年）3月15日に第7師団司令部附となり、4月6日に待命、4月27日に予備役に編入された。予備役編入後の1939年（昭和14年）に大日本国防婦人会理事に就任した。
1945年（昭和20年）3月9日に召集され、独立混成第17旅団長（第6方面軍）に就任し、湖南省岳州で守備に任じ、終戦を迎えた。中国戦線に位置した独立混成旅団の中で、陸士16期卒業の谷が最古参の旅団長であった。

## 栄典
勲章等
- 1940年（昭和15年）8月15日 - 紀元二千六百年祝典記念章[8]